# Dinosauriformes
Clade
Clades de rang inférieur
- † Lagosuchus
- † Marasuchus
- † Nyasasaurus
- Dracohors

Les dinosauriformes (Dinosauriformes) sont un clade de sauropsides archosauriens qui incluent les dinosaures et leurs parents les plus proches. Tous les dinosauriformes se distinguent par plusieurs caractéristiques, telles que des membres antérieurs courts et un cotyle au moins partiellement perforé, critères traditionnellement utilisés pour définir les dinosaures. Le plus ancien membre connu est Asilisaurus, datant d'environ 245 millions d'années, de l'étage Anisien du Trias moyen.
Le terme dinosauriformes a été inventé et défini en 1992 par F.E Novas, qui l'a utilisé pour inclure les herrérasaures, qui n'étaient pas considérés comme des membres des Dinosauria. Contrairement à Novas, la plupart des paléontologues depuis 1992 considèrent les herrérasaures comme de vrais dinosaures, alors que beaucoup d'autres reptiles primitifs proches des dinosaures entrent dans sa définition des dinosauriformes. Les dinosauriformes relèvent du clade des Dinosauromorpha.

## Phylogénie
Cladogramme simplifié après Nesbitt et al. (2010) avec la terminologie de Cau (2018):
|            | †Ornithischia                                                                         |
|            |                                                                                       |
| Saurischia | \| \| †Sauropodomorpha \| \| \| \| \| \| Theropoda (incluant les oiseaux) \| \| \| \| |
|            | \| \| †Sauropodomorpha \| \| \| \| \| \| Theropoda (incluant les oiseaux) \| \| \| \| |
|            | †Sauropodomorpha                                                                      |
|            |                                                                                       |
|            | Theropoda (incluant les oiseaux)                                                      |
|            |                                                                                       |

|  | †Sauropodomorpha                 |
|  |                                  |
|  | Theropoda (incluant les oiseaux) |
|  |                                  |

|            | †Ornithischia                                                                         |
|            |                                                                                       |
| Saurischia | \| \| †Sauropodomorpha \| \| \| \| \| \| Theropoda (incluant les oiseaux) \| \| \| \| |
|            | \| \| †Sauropodomorpha \| \| \| \| \| \| Theropoda (incluant les oiseaux) \| \| \| \| |
|            | †Sauropodomorpha                                                                      |
|            |                                                                                       |
|            | Theropoda (incluant les oiseaux)                                                      |
|            |                                                                                       |

|  | †Sauropodomorpha                 |
|  |                                  |
|  | Theropoda (incluant les oiseaux) |
|  |                                  |

|            | †Ornithischia                                                                         |
|            |                                                                                       |
| Saurischia | \| \| †Sauropodomorpha \| \| \| \| \| \| Theropoda (incluant les oiseaux) \| \| \| \| |
|            | \| \| †Sauropodomorpha \| \| \| \| \| \| Theropoda (incluant les oiseaux) \| \| \| \| |
|            | †Sauropodomorpha                                                                      |
|            |                                                                                       |
|            | Theropoda (incluant les oiseaux)                                                      |
|            |                                                                                       |

|  | †Sauropodomorpha                 |
|  |                                  |
|  | Theropoda (incluant les oiseaux) |
|  |                                  |

|            | †Ornithischia                                                                         |
|            |                                                                                       |
| Saurischia | \| \| †Sauropodomorpha \| \| \| \| \| \| Theropoda (incluant les oiseaux) \| \| \| \| |
|            | \| \| †Sauropodomorpha \| \| \| \| \| \| Theropoda (incluant les oiseaux) \| \| \| \| |
|            | †Sauropodomorpha                                                                      |
|            |                                                                                       |
|            | Theropoda (incluant les oiseaux)                                                      |
|            |                                                                                       |

|  | †Sauropodomorpha                 |
|  |                                  |
|  | Theropoda (incluant les oiseaux) |
|  |                                  |